# Van Hool AG700
Le Van Hool AG700 est un autobus articulé produit par le constructeur Van Hool de 1989 à 1997.

## Histoire
Ce modèle apparaît dans la foulée des Van Hool A280 / A500 et des AM500 / A508. Il possède une carrosserie proche de ces modèles de nouvelle génération mais un plancher avant plus haut que les A500.
Il sera produit de 1989 à 1997.
Les premiers exemplaires furent venus à l'exportation (au Canada et à Montreux en Suisse). Plus tard, plusieurs exploitants français ont commandé des AG700. Ceux livrés avant 1991 ont encore la dénomination châssis d'AG280/3 malgré leur carrosserie différente
C'est à partir de 1991 que des AG700 de série sont mis en service ; ils se distinguent des quelques exemplaires produits auparavant par l'apparition de phares rectangulaires au lieu des phares ronds.

### Remplacement
Le Van Hool AG500, qui reprend quant à lui la partie avant de l'A500, avec un emmarchement plus faible, le remplaça sur les chaînes de montage à partir de 1996.
Pour le transport urbain, Van Hool avait développé un modèle complètement différent, à plancher bas, le Van Hool AG300, mis en service à partir de 1993.

### Fin de carrière
En Belgique, les AG700 furent mis hors service entre 2008 et 2014. Le tout dernier AG700 en service commercial fut mis hors-service, en France, en 2016 par les Transports en commun de Besançon.

## Caractéristiques

### Châssis
Le châssis du Van Hool AG700 (dénommé Van Hool 700) est le même que celui des Van Hool AG280/3 ; les tout premiers AG700 portaient d’ailleurs l'inscription Van Hool AG280/3 au lieu de Van Hool 700 sur leur châssis. Seule la carrosserie et l'avant diffèrent. Le moteur est installé juste en arrière du premier essieu et fait légèrement saillie au-dessus du plancher.
Ce ré-emploi d'un châssis mis au point dans les années 1980 a pour conséquence une hauteur de plancher et d'embarquement plus grande que sur les Van Hool A500, pourtant contemporains.
C'est pour améliorer l'accessibilité que Van Hool mettra au point l'AG300, pour les lignes citadines avant de finalement extrapoler un autobus articulé du Van Hool A500 : l'AG500.

### Motorisation
Plusieurs moteurs ont équipé le Van Hool AG700.
| Carburant       | diesel               | diesel               | diesel               | diesel               |
| Moteur          | MAN D2866 TOH        | MAN D2865 LOH 01     | MAN D2865 LOH 09     | DAF KT200            |
| Type            | 6 cylindres en ligne | 5 cylindres en ligne | 5 cylindres en ligne | 6 cylindres en ligne |
| Performance     | 229 kW (311 ch)      | 196 kW (267 ch)      | 226 kW (307 ch)      | 203 kW (272 ch)      |
| Norme pollution | Euro 0               | Euro 1               | Euro 2               | Euro 1               |

### Boîte de vitesses
- ZF 5HP590
- ZF 4HP590
- VOITH D863
- VOITH D864

### Vitesse maxi
- 89,66 KM/H avec boite ZF 5HP590
- 74,47 KM/H avec boite ZF 4HP590
- 74,47 KM/H avec boite VOITH D863
- 102,07 KM/H avec boite VOITH D864

## Commercialisation
Le Van Hool AG700 a principalement été commercialisé en Belgique mais aussi en France et au Québec à faible quantité.

## Préservation
Plusieurs AG700 ont été préservés :
- AG700 de Dijon : no 716 ex-divia, numéro de châssis 22633 ; conservé par l'ASTRD.
- AG700 de Dijon : no 766 ex-divia, numéro de châssis 24057 ; conservé par l’ASTRD[2].
- AG700 de Besançon : no 530 ex-Ginko, numéro de châssis 22670 ; conservé par l’ASTRD[1].